# Phebellia triseta
Phebellia triseta är en tvåvingeart som först beskrevs av Pandelle 1896.  Phebellia triseta ingår i släktet Phebellia och familjen parasitflugor. Arten är reproducerande i Sverige. Inga underarter finns listade i Catalogue of Life.